# Lilla Håtjärnen
Lilla Håtjärnen är en sjö i Malung-Sälens kommun i Dalarna och ingår i Göta älvs huvudavrinningsområde. Sjöns area är 0,053 kvadratkilometer och den är belägen 347 meter över havet.